# 韓苞
韓 苞（かん ほう、生年不詳 - 361年）は、五胡十六国時代の前燕の人物。

## 生涯
前燕に仕え、督護に任じられていた。
361年2月、平陽が前燕の領域となり、皇帝慕容暐は建威将軍段剛を平陽郡太守に任じた。併せて韓苞を遣わして、共に平陽を守らせた。
9月、并州刺史張平が前燕に叛き、平陽を攻めた。平陽を失陥して、段剛とともに討ち取られた。